# Amityville : La Maison du diable
Pour les articles homonymes, voir Amityville.
Série
Amityville 2 : Le Possédé
Pour plus de détails, voir Fiche technique et Distribution.

La maison de l'affaire d'Amityville, qui inspira le décor du film.

Amityville : La Maison du diable (The Amityville Horror) est un film américain réalisé par Stuart Rosenberg, sorti en 1979. Une préquelle, Amityville 2 : Le Possédé, réalisée par Damiano Damiani, est sortie en 1982.

## Synopsis
Amityville, banlieue de New York, 13 novembre 1974. Dans une maison bourgeoise, un jeune homme, dans un accès de démence, tue à coups de fusil ses parents, ses frères et ses sœurs. À son procès, il affirme avoir été possédé par une voix lui ordonnant de tuer tous les siens.
En 1976, la maison est mise en vente à un prix défiant toute concurrence. La famille Lutz l'achète, malgré la tragédie qui s'y est déroulée. Ils n'y resteront que vingt-huit jours, durant lesquels des phénomènes paranormaux leur feront vivre un véritable cauchemar…

## Fiche technique
- Titre original : The Amityville Horror
- Titre francophone : Amityville : la maison du diable
- Réalisation : Stuart Rosenberg
- Scénario : Sandor Stern, d'après le roman The Amityville Horror: A True Story de Jay Anson paru en 1977
- Musique : Lalo Schifrin
- Photographie : Fred Koenekamp
- Montage : Robert Brown
- Production : 
  - Production : Elliot Geisinger et Ronald Saland
- Sociétés de production : American International Pictures, Cinema 77 et Professional Films
- Sociétés de distribution :
  - États-Unis : American International Pictures (AIP)
  - Canada : Ambassador Film Distributors
  - France : UGC Distribution
- Budget : 4 700 000 $ (USD) (estimation)
- Pays d'origine :  États-Unis
- Langue originale : Anglais
- Tournage : du 29 août 1978 au 17 octobre 1978
- Format : Couleurs - 1,85:1 - Stéréo - 35 mm
- Genre : Horreur
- Durée : 117 min
- Année de production : 1979
- Dates de sortie[1] :
  - États-Unis : 27 juillet 1979
  - Canada : 27 juillet 1979 (Québec)
  - France : 20 février 1980
- Classification :
  -  France : Interdit aux moins de 12 ans lors de sa sortie en salles
  -  Québec : Interdit aux moins de 13 ans lors de sa sortie en salles
- Affiche : Michel Landi (France)

## Distribution
- James Brolin (VF : Philippe Ogouz) : George Lutz
- Margot Kidder (VF : Béatrice Delfe) : Kathy Lutz
- Rod Steiger (VF : Jean-Claude Michel) : le père Delaney
- Don Stroud (VF : Jean Barney) : le père Bolen
- Murray Hamilton (VF : Georges Atlas) : le père Ryan
- John Larch (VF : René Arrieu) : le père Nuncio
- Natasha Ryan (VF : Catherine Lafond) : Amy
- K.C. Martel : Greg
- Meeno Peluce (en) (VF : Jackie Berger) : Matt
- Michael Sacks (VF : Patrick Poivey) : Jeff
- Helen Shaver (VF : Michèle Bardollet) : Carolyn
- Amy Wright (VF : Maïk Darah) : Jackie
- Val Avery (VF : Georges Atlas) : le sergent Gionfriddo
- Elsa Raven (VF : Jacqueline Cohen) : Mme Townsend
- Irene Dailey (VF : Paule Emanuele) : la tante Helena
- Marc Vahanian (VF : Marc François) : Jimmy
- Eddie Barth (en) : Agucci
- Jim Dukas (VF : Henry Djanik) : le voisin
- James Tolkan : le médecin légiste
- Hank Garrett : le barman
- James Dukas : le voisin qui offre de la bière
- Ellen Saland : la mariée (femme de Jimmy)

## Production

### Genèse et développement
Le scénario est adapté du roman The Amityville Horror: A True Story (en) de Jay Anson, paru en 1977, lui-même inspiré de l'affaire d'Amityville : l'histoire de la famille Lutz, qui connut de prétendues expériences paranormales après avoir acheté une maison au 112 Ocean Avenue, à Amityville à Long Island, où un assassinat en masse avait été commis l'année précédente. Le film a donné lieu à plusieurs actions en justice.

### Casting
Margot Kidder a tourné ce film peu après l'interruption de la production de Superman 2 dont 75 % des scènes ont été tournées sous la direction de Richard Donner. L'actrice a ensuite repris son rôle de Lois Lane au début de l'année 1980. James Brolin était quant à lui hésitant avant d'accepter le rôle de George Lutz. Comme le script n'était pas prêt, il a commencé la lecture du livre de Jay Anson. Il a été si captivé qu'il l'a lu quasiment d'une traite durant une nuit,.

### Tournage
Le tournage a duré sept semaines, du 29 août 1978 au 17 octobre 1978,. Il a eu lieu principalement à Toms River dans le New Jersey (extérieurs de la maison) et dans les MGM Studios de Los Angeles.

### Musique
Bandes originales de Amityville
Amityville 2 : Le Possédé
(1982)
La musique du film est composée par Lalo Schifrin et interprétée par Orchestre philharmonique tchèque. Elle n'est éditée en CD qu'en 2002.
Liste des titres
1. Amityville Horror Main Title - 2:26
2. Father Delaney - 4:34
3. One Year Later - 3:33
4. Screams - 2:13
5. The Windshield - 3:13
6. Kathy's Dream - 3:20
7. The Staircase - 3:47
8. The Babysitter - 4:05
9. At The Park - 2:40
10. The Window - 3:38
11. The Ghost - 2:56
12. The Wall - 3:47
13. Bleeding Walls - 3:40
14. The Ax - 3:35
15. The Crucifix - 5:18
16. Postludium - 4:41
17. Amityville Horror End Credits - 3:26

## Sortie

### Titre dans les autres langues
- Chinois - 鬼哭神嚎 - Guǐ Kū Shén Háo (traduction littérale de l'anglais Ghost Cry, God Howl)
- Néerlandais - The Amityville Horror
- Anglais - The Amityville Horror
- Finnois - Luojan tähden, paetkaa! (traduction littérale de l'anglais For God's Sake, Flee!)
- Allemand - Amityville Horror
- Grec - Τρομος του Αμιτιβιλ - Tromos tou Amitivil (traduction littérale de l'anglais Terror of Amityville)
- Italien - Amityville Horror
- Japonais - 悪魔の棲む家 - Akuma no Sumu Ie (traduction littérale de l'anglais The Devil Living in House)
- Coréen - 호러/아미티빌의 저주 - Holeo / Amitibil-ui Jeoju (traduction littérale de l'anglais The Horror / The Curse of Amityville)
- Polonais - Amityville Horror
- Portugais - Terror em Amityville (traduction littérale de l'anglais Horror in Amityville), Amityville - A Mansão do Diabo - (traduction littérale de l'anglais Amityville - The Devil's Mansion)
- Russe - Ужас Амитивилля - Uzhas Amitivillya (traduction littérale de l'anglais The Amityville Horror)
- Suédois - Huset som Gud glömde (traduction littérale de l'anglais The House That God Forgot)
- Espagnol - Terror en Amityville (traduction littérale de l'anglais Horror in Amityville)
- Turc - Kuşku (traduction littérale de l'anglais Misgiving)

### Critique
À sa sortie, le film reçoit des critiques plutôt mitigées. Sur l'agrégateur Rotten Tomatoes, il ne récolte que 30 % d'opinions favorables, pour 44 critiques recensées. Le célèbre journaliste américain Roger Ebert décrit Amityville comme « morne et terriblement déprimant ».
Sur AlloCiné, le film obtient une note de 2,5/5 mais est considéré comme « Très bon » par la plupart des spectateurs.

### Box-office
| Pays   | Box-office        | Nombre de semaines | Classement tous les temps | Source          |
| ------ | ----------------- | ------------------ | ------------------------- | --------------- |
| USA    | 86 432 000 $      | –                  | 707                       | Box Office Mojo |
| France | 1 178 535 entrées | –                  | 2 405                     | JP's box-office |
| Paris  | 293 067 entrées   | 6                  | 2 430                     | JP's box-office |

À sa sortie en salle, le film fut le plus gros succès de l'American International Pictures[réf. à confirmer].

## Autour du film
Dans un but purement commercial, certaines rumeurs auraient été colportées par la production, faisant part d'événements étranges survenus pendant le tournage. L'une d'elles rapportait que le film n'avait pas pu être tourné dans la maison d'Amityville parce que l'équipe de production aurait été trop effrayée pour y travailler. La réalité est tout autre. La ville d'Amityville n'a donné aucune autorisation à American International Pictures pour tourner sur son sol. Elle ne voulait pas de publicité supplémentaire sur l'affaire des meurtres. Le studio dut trouver une autre maison pour les scènes extérieures. C'est sur Brooks Road, à Toms River, qu'il la trouva. Des façades intégrant les fameuses fenêtres en quart de lune y furent ajoutées ainsi qu'un toit mansardé pour ressembler à la maison d'Amityville[réf. à confirmer],[réf. à confirmer].
Aujourd'hui, rien ne subsiste. Les propriétaires de l'époque ont vendu la maison après le tournage du 3e film. Le terrain a été subdivisé par les nouveaux acquéreurs en plusieurs parcelles, contenant chacune une nouvelle maison. Celle du film a été déplacée sur l'une d'elles et a retrouvé, en grande partie, son aspect initial,,,.

## Héritage
Le film devient un véritable phénomène et connaitra de nombreuses suites jusqu'en 1996. Dès le second film, le préquel Amityville 2 : Le Possédé (sorti en 1982), de nouveaux personnages sont introduits à chaque film.
Après de nombreuses suites, Dimension Films et la MGM tentent de relancer la saga avec le remake Amityville, réalisé par Andrew Douglas et sorti en 2005. Ryan Reynolds y reprend le rôle de George Lutz. Le film est un triomphe au box-office avec 108 047 131 $ de recettes mondiales, pour un budget de seulement 19 millions. Par la suite, plusieurs films, vaguement inspirés de l'histoire d'Amityville, sortent directement en vidéo de 2011 à 2015.
En 2016, le film Conjuring 2 : Le Cas Enfield évoque également l'affaire d'Amityville. En 2017 est sorti Amityville: The Awakening réalisé par le Français Franck Khalfoun.

## DVD / Blu-ray
- DVD (France) :

- Le film est sorti en édition simple le 24 octobre 2001 chez MGM/United Artists et distribué par Pathé Fox Europa. Le ratio image est en 1.85:1 panoramique 16/9 compatible 4/3. L'audio est en Français, Anglais, Italien et Espagnol 1.0 mono stéréo avec sous-titres néerlandais, suédois, norvégien, danois et anglais. Pas de suppléments vidéo inclus[19].

- Le film est sorti en édition collector le 3 mai 2005 dans un boitier 2 DVD Keep Case chez MGM/United Artists et distribué par Gaumont Columbia Tri Star Home Vidéo. Le ratio image est en 1.85:1 panoramique 16/9 compatible 4/3. L'audio est en Français, Anglais, Allemand, Italien et Espagnol 5.1 Dolby Digital avec sous-titres français, danois, grecs, espagnols, finlandais, italiens, néerlandais, norvégiens, portugais, suédois, turc, anglais et allemands pour sourds et malentendants. En supplément sur le premier disque, un commentaire audio d'un professeur en parapsychologie précédé d'une introduction. Sur le second disque, un documentaire Pour l'amour de Dieu, allez-vous en! 25 ans après le tournage, documentaire de 50 minutes sur l'histoire vraie d'Amityville Une histoire mystérieuse, documentaire de 50 minutes Réalité ou canular ?, sept spots radio, une bande-annonce et les premières images du remake d'Amityville[20].

- Le film est à nouveau sorti en édition collector toujours chez le même éditeur avec un nouveau packaging sous fourreau le 1er mars 2006[21].